# Махфируз-султан
Махфиру́з Хадидже́-султа́н (тур. Mahfiruz Hadice Sultan; около 1590, ? — предположительно 1620, Стамбул) — наложница османского султана Ахмед I с титулом хасеки, мать султана Османа II.

## Имя
Турецкий историк Недждет Сакаоглу указывает именем матери Османа II «Махирузе́» (тур. Mahiruze), отмечая, то встречаются варианты «Хатидже́ Махфирузе́» (тур. Hatice Mahfiruze), «Махфирузе́» (тур. Mahfiruze), «Махфиру́з» (тур. Mahfiruz) и «Мах-ы Фейру́з» (тур. Mah-ı Feyruz). Исследователь Энтони Алдерсон называет её «Махфирузе́» (тур. Mahfiruze), указывая как вариант имя «Хадидже́» (тур. Hadice). Итальянский исламовед Габриель Мандель указал двойной вариант имени — «Хадидже Мах-фируз». Турецкий историк Чагатай Улучай, американская османистка Лесли Пирс и турецкий историк Феридун Эмеджен, автор статьи об Османе II в «Исламской энциклопедии», указывают только имя «Махфиру́з» (тур. Mahfiruz). Османский историк Сюрея Мехмед-бей называет её «Махфирузе́» (тур. Mahfiruze).

## Биография

### Происхождение. Фаворитка султана

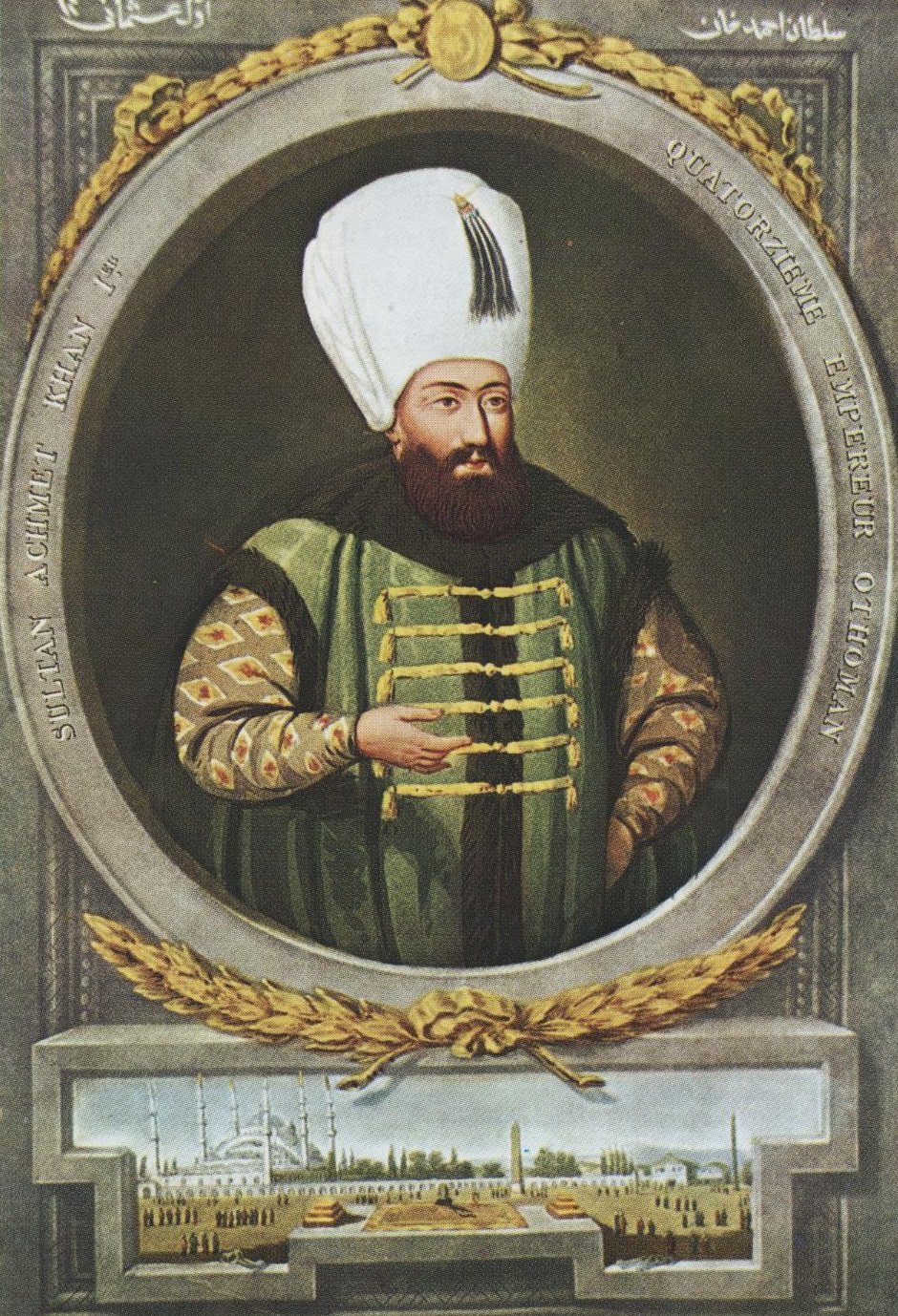
Султан Ахмед I, наложницей которого была Махфируз

Достоверно неизвестны ни происхождение, ни год рождения Махфируз. Габриель Мандель предполагал, что она родилась приблизительно в 1590 году. Сакаоглу писал, что в иностранных источниках упоминается, что Махфируз была гречанкой, которую изначально звали Басиллие (тур. Basillie). О греческом происхождении матери Османа II писал и турецкий историк и писатель Али Кемаль Мерам, однако её именем при рождении он указал Евдоксия (тур. Evdoksia). Турецкий историк Баки Тезджан писал, что версия о греческом происхождении матери Османа II появилась лишь в XVIII веке благодаря французскому роману и стала ошибочно подаваться в историографии как факт
Сакаоглу отмечал, что считается, что она вошла в гарем Ахмеда I до Кёсем-султан и имела статус башхасеки. Улучай же писал, что Махфируз была не просто хасеки Ахмеда, но и его первой женщиной. В 1604 году Махфируз родила сына Османа, ставшего первым ребёнком четырнадцатилетнего султана Ахмеда I и первым в истории империи старшим наследником престола, рождённым в столице. Улучай писал, что жизнь Махфируз-султан была счастливой до 1609 года, когда в жизни Ахмеда I появилась Кёсем-султан и родила ему сына Мурада IV: радость и порядок в гареме были потеряны, а между двумя женщинами разгорелись конфликт и соперничество. Пирс писала, что в середине 1610-х годов находившийся под влиянием Кёсем Ахмед I выслал Махфируз в Старый дворец; возможно, это о ней писал венецианский посол Контарини, когда сообщил в 1612 году, что султан избил женщину, которая раздражала Кёсем. В то же время, английский путешественник Джордж Сэндис ещё в 1610 году писал, что «мать перворождённого принца выслана» из дворца. Сакаоглу же отмечал, что о противостоянии Махфируз с Кёсем, начавшемся в 1611 году, сообщают лишь не вызывающие доверия романоподобные очерки.

### Вопрос даты смерти

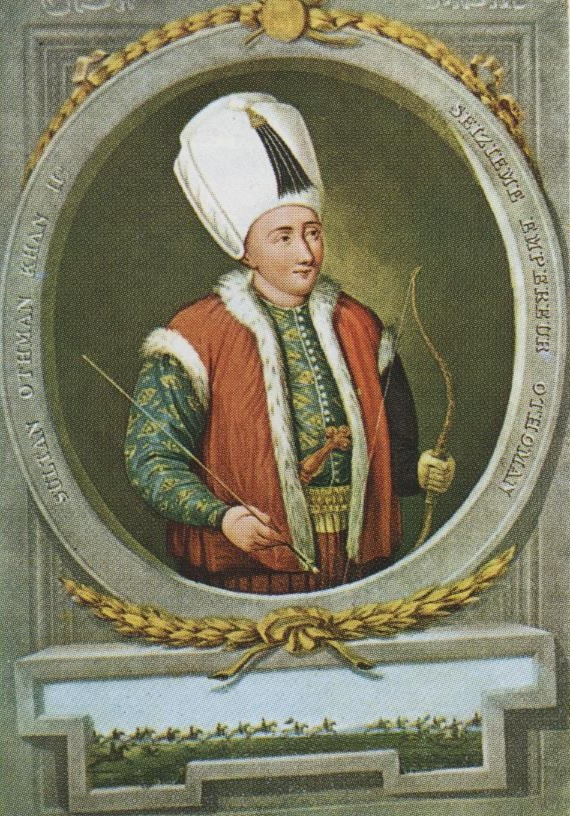
Сын Махфируз султан Осман II

Ряд историков сошлись во мнении, что Махфируз-султан была похоронена близ мечети султана Эйюпа, однако касательно даты смерти единого мнения нет.
Сюрея, не указывая никаких дат, называет её валиде и, таким образом, Махфируз должна была быть жива к моменту восшествия на престол её сына. Сакаоглу писал, что во время первого султаната её деверя Мустафы I (1617—1618) она жила в Старом дворце, поэтому, судя по всему, она стала первой среди матерей султанов, которые вернулись из Старого дворца в Новый (Топкапы) торжественным шествием валиде-султан. Во время двухлетнего правления сына она носила титулы валиде султан и Мехд-и Улья-и Салтанат — «колыбель великого султана», став пятой валиде-султан в истории империи. Сакаоглу также отмечал, что умерла Махфируз-султан в возрасте за 30 в начале месяца зу-ль хидже 1029 года по хиджре (28 октября 1620 года). Улучай писал, что конфликт с Кёсем продолжался вплоть до смерти Ахмеда I 1617 году: после того, как Осман II стал султаном, Махфируз стала валиде-султан и сослала Кёсем-султана в Старый дворец. Он отмечает, что Махфируз умерла на третьем году правления своего сына в 1620 (1029 год по хиджре). Олдерсон без каких-либо подробностей указывает датой смерти Махфируз 1621 год, называя её при этом валиде-султан.
Лесли Пирс придерживалась иной версии: Махфируз умерла приблизительно в 1620 году, однако она не вернулась в Топкапы и не носила титула валиде, продолжая жить в Старом дворце после воцарения сына. Пирс также писала, что с детских лет Османа Кёсем-султан старалась установить с ним дружеские отношения, беря его вместе со своими сыновьями на прогулки по городу в карете, пока Ахмед I не запретил эти прогулки в 1616 году; кроме того, Осман уважительно относился к мачехе и в 1619 году почтил её, уже будучи султаном, трёхдневным визитом в Старом дворце. Феридун Эмеджен писал, что положение матери молодого султана, проживавшей в Старом дворце было неясно: хотя она была жива во время его султаната, в документах она не упоминается как валиде-султан.
Однако ряд иностранцев, пребывавших в то время при османском дворе, писали, что Махфируз умерла рано. Так венецианский посланник Кристофоро Вальер между 1612 и 1615 годами считал, что у Ахмеда четверо сыновей от двух жён и одна из жён уже умерла. Об этом же писал в 1614 году итальянский путешественник Пьетро делла Валле. В 1618 году французский посланник доносил, что мать Османа умерла, когда он был совсем маленьким. Баки Тезджан, основываясь на всех этих донесениях, пришёл к выводу, что Махфируз умерла в 1610 году или ранее.

## Дети
Среди детей Ахмеда I от Махфируз Сакаоглу называет сыновей Османа II (1604) и Мехмеда (1605). Он также отмечает, что есть версии, согласно которым Махфируз была также матерью шехзаде Баязида (1612) и Хюсейна (1613).
Улучай же, ссылаясь на историка Ахмета Рефика Алтыная, называет сыновьями Махфируз-султан помимо Османа II шехзаде Мехмеда (1605), Сулеймана (1611), Баязида (1612) и Хюсейна (1613).
Олдерсон называет только одного ребёнка Махфируз — сына Османа II.
Пьетро делла Валле и Кристофоро Вальер писали, что у султана четверо сыновей от двух жён, матерью двоих из которых была Махфируз.
Лесли Пирс писала, что дочерью Махфируз могла быть Ханзаде-султан, в то же время отмечая, что Ханзаде могла родить и Кёсем

## В культуре
Махфируз является одним из персонажей турецкого фильма «Махпейкер» (2010); роль Махфируз исполнила Ойкю Челик. Махфируз является персонажем турецкого историко-драматического сериала «Великолепный век. Империя Кёсем» (2015). Первоначально роль гречанки Махфируз исполняла актриса Джейда Олгунер, однако она покинула сериал по семейным обстоятельствам после пятой серии. Продюсерами сериала было принято решение не брать новую актрису на эту роль, а изменить имя уже существовавшему персонажу — черкешенке Раше-хатун, которую играла Диляра Аксюек. Мать Османа II в исполнении Аксюек носила имя Махфирузе́ и была убита, когда Осману не было и года.

## Комментарии
1. ↑  Недждет Сакаоглу писал, что в архиве дворца Топкапы хранится документ о погребении её близ мечети султана Эйюба[15]